# Jesús Goyzueta
Jesús Goyzueta Cárdenas, né le 8 mars 1947 à Lima au Pérou, est un footballeur international péruvien, qui évoluait au poste de gardien de but.

## Biographie

### Carrière en club
Jesús Goyzueta commence sa carrière au Mariscal Sucre en 1967. En 1969, il joue pour le Juan Aurich et découvre la Copa Libertadores (un match joué cette même année). Il atteint la consécration au sein de l'Universitario de Deportes, où il remporte le championnat du Pérou en 1971. Il dispute avec l'Universitario deux éditions de la Copa Libertadores en 1970 (10 matchs) et 1973 (deux matchs).
Après un passage par l'Unión Tumán entre 1973 et 1974, il s'expatrie d'abord au Mexique au CD Veracruz en 1975, puis au Salvador au CD Sonsonate en 1977. Il met fin à sa carrière au Venezuela au Valencia FC en 1979.

### Carrière en sélection
International péruvien, Jesús Goyzueta compte deux matchs en sélection, tous les deux joués en 1971, contre le Chili et le Paraguay, les 11 et 15 août, respectivement. 
L'année précédente, il figure dans le groupe des sélectionnés lors de la Coupe du monde de 1970 au Mexique. Gardien remplaçant, il ne joue aucun match durant le tournoi.

## Palmarès
Universitario de Deportes
- Championnat du Pérou (1) :
  - Champion : 1971.
  - Vice-champion : 1970 et 1972.